# 弦楽四重奏曲第77番 (ハイドン)
弦楽四重奏曲第77番 ハ長調 作品76-3, Hob. III:77 は、フランツ・ヨーゼフ・ハイドンが1797年に作曲した弦楽四重奏曲である。偽作（作品7）や編曲作品を除くと第62番であり、第2楽章が自身が作曲したオーストリア国歌『神よ、皇帝フランツを守り給え』（旋律は現在のドイツ国歌）による変奏曲であることから『皇帝』四重奏曲（ドイツ語: Kaiserquartett）の愛称で親しまれている。
また、まとめて出版された『エルデーディ四重奏曲』（作品76）の全6曲中の3曲目であることから、『エルデーディ四重奏曲第3番』とも呼ばれる。

## 作曲の経緯
ハイドンはエステルハージ家楽団の楽長（副楽長を経て昇進）として約30年間務めていたが、当主の死亡とともに解雇され、イギリスへ旅立つ。一時ロンドンの永住権獲得を考えるも、故郷と故郷の友人たちを思うあまり、結局オーストリアへ戻ることになる。
イギリスに滞在中、ハイドンはイギリス人たちが、イギリスの国歌を口ずさみ、国家への忠誠を心に深く抱く様を目撃し、感銘を受ける。時同じくして、オーストリアはナポレオン・ボナパルト率いるフランス軍の侵略に脅かされていた。ハイドンは、故郷の存続を他国から救い、人々にオーストリア人としての誇りを取り戻させ、励ますために「オーストリア国歌」制定を提唱。作曲に取りかかる。このとき作曲した旋律を、彼の77番目の弦楽四重奏曲――後にハイドンの最高傑作と謳われ、「皇帝」の名を与えられることとなる弦楽四重奏曲――に組み入れ、変奏曲として第2楽章にする。
ハイドン自身、この曲の作曲に大いなる意義と自信を抱いていて、また完成に大いなる満足感と達成感を持っていた。晩年、体中を病に蝕まれ、体力の衰弱とありあまる創作意欲の狭間で苦悩していたハイドンは、この曲をピアノで奏でることでのみ、苦しみから逃れ、安らぐことができたのだという。また、ナポレオン軍がオーストリアに侵攻し、いよいよウィーンが陥落するという日にも、ハイドンはこの曲を力強く弾き続け、国民に訴えかけていたという。演奏はオーストリア征服の日、すなわちハイドンが息を引き取る前の日にまで及んだ。

## 曲の構成
全4楽章、演奏時間は約25分。
- 第1楽章 アレグロ

ハ長調、4分の4拍子、ソナタ形式。
お使いのブラウザーでは、音声再生がサポートされていません。音声ファイルをダウンロードをお試しください。
"G - E - F - D - C" という音型ではじまるが、これは "Gott erhalte Franz den Kaiser" （神よ、皇帝フランツを守り給え）の頭文字となっている。
- 第2楽章 ポコ・アダージョ、カンタービレ

ト長調、2分の2拍子（アラ・ブレーヴェ）、変奏曲形式。
お使いのブラウザーでは、音声再生がサポートされていません。音声ファイルをダウンロードをお試しください。
ハイドンが作曲したオーストリアの祝歌による変奏曲であり、主題の旋律は現在ではドイツ国歌となっている。
第1変奏は第2ヴァイオリンが主題を奏し、第1ヴァイオリンが16分音符によるオブリガートを付す。第2変奏はチェロが主題を奏し、第3変奏はヴィオラが主題を奏した後、第4変奏では再び第1ヴァイオリンが主題を奏し楽章を閉じる。
- 第3楽章 メヌエット：アレグロ - トリオ

ハ長調 - イ短調、4分の3拍子。
お使いのブラウザーでは、音声再生がサポートされていません。音声ファイルをダウンロードをお試しください。
- 第4楽章 フィナーレ：プレスト

ハ短調 - ハ長調、2分の2拍子（アラ・ブレーヴェ）、ソナタ形式。
お使いのブラウザーでは、音声再生がサポートされていません。音声ファイルをダウンロードをお試しください。
ハ短調で始まり、ハ長調のコーダで閉じられる。